# Ada Initiative
La Ada Initiative (Iniciativa Ada) fue una organización sin fines de lucro que buscó aumentar la participación de las mujeres en el movimiento por la cultura libre, la tecnología de código abierto y la cultura abierta. Fue fundada en 2011 por la desarrolladora de núcleo Linux y defensora del código abierto Valerie Aurora y la desarrolladora y defensora de código abierto Mary Gardiner (fundadora de AussieChix, la organización más grande para mujeres en código abierto en Australia). El nombre es en honor a Ada Lovelace, quien a menudo se celebra como la primera programadora de computadoras del mundo, al igual que el lenguaje de programación Ada. En agosto de 2015, la junta de la Ada Initiative anunció que la organización cerraría en octubre de 2015. Según el anuncio, el liderazgo ejecutivo de la Iniciativa decidió dimitir y la organización no pudo encontrar líderes de reemplazo aceptables.

## Historia

Ada Lovelace, un gráfico grabado en madera de Colin Adams basado en la acuarela original de Alfred Edward Chalon

Valerie Aurora, que ya era una activista de las mujeres en código abierto, se unió a Mary Gardiner y miembros de Geek Feminism para desarrollar políticas antiacoso para conferencias después de que Noirin Shirley fuera agredida sexualmente en ApacheCon 2010. Aurora renunció a su trabajo como desarrolladora de núcleo Linux en Red Hat y, con Gardiner, fundó la Ada Initiative en febrero de 2011.
En 2014, Valerie Aurora anunció su intención de dimitir como directora ejecutiva de la Ada Initiative y se formó un comité de búsqueda ejecutiva para encontrar su reemplazo. Mary Gardiner, directora ejecutiva adjunta, decidió no ser candidata. El comité, encabezado por Sumana Harihareswara y Mary Gardiner, anunció en marzo de 2015 que la Ada Initiative había contratado a Crystal Huff como nueva directora ejecutiva. Huff, anteriormente de Luminoso en Boston, continuó trabajando desde Massachusetts en su nuevo cargo.

En agosto de 2015 se anunció que la organización cerraría a mediados de octubre de 2015. El anuncio describió el desafío de liderazgo que enfrenta la Iniciativa: ninguna de los cofundadoras tenía la intención de continuar como directora ejecutiva. Según la publicación en el sitio web de Ada Initiative:
"Sentimos que la probabilidad de encontrar un nuevo DE que pudiera caber efectivamente en los zapatos de Valerie era baja. También consideramos varias otras opciones para continuar con la organización, incluido el cambio de sus programas o convertirse en voluntarios únicamente. Después de mucha deliberación, la junta decidió hacer un cierre ordenado de la Ada Initiative, en la que la organización abriría el código fuente de todo nuestro conocimiento y experiencia restante en una forma libremente reutilizable y modificable. No sentimos que las organizaciones sin fines de lucro necesiten existir para siempre. La Ada Initiative hizo un gran trabajo y estamos felices por ello.
La contratación anterior de Crystal Huff, anunciada varios meses antes, no se mencionó más que para señalar "que la contratación no funcionó".

## Administración
Todos los servicios brindados por la Ada Initiative fueron pro bono y la organización fue apoyada por donaciones de miembros. En el verano de 2011, la  Iniciativa lanzó una campaña para recaudar fondos iniciales con el objetivo de obtener contribuciones de 100 donantes. La campaña concluyó seis días antes de la fecha límite prevista. El primer patrocinador importante de la organización fue Linux Australia, que brindó apoyo junto con Puppet Labs, DreamHost, The Mail Archive y Google. Aurora y Gardiner eran los únicas miembros del personal que desempeñaban funciones de tiempo completo en la organización.

### Junta directiva y junta asesora
La Ada Initiative estaba gobernada por una junta directiva de siete personas, que supervisaba su gestión. La junta incluyó a la cofundadora Mary Gardiner, Sue Gardner, Amelia Greenhall, Rachel Chalmers, Alicia Gibb, Andrea Horbinski y Marina Zhurakhinskaya. Un consejo asesor de unos 30 miembros aportó información sobre ideas y proyectos.[cita requerida]

## Iniciativas

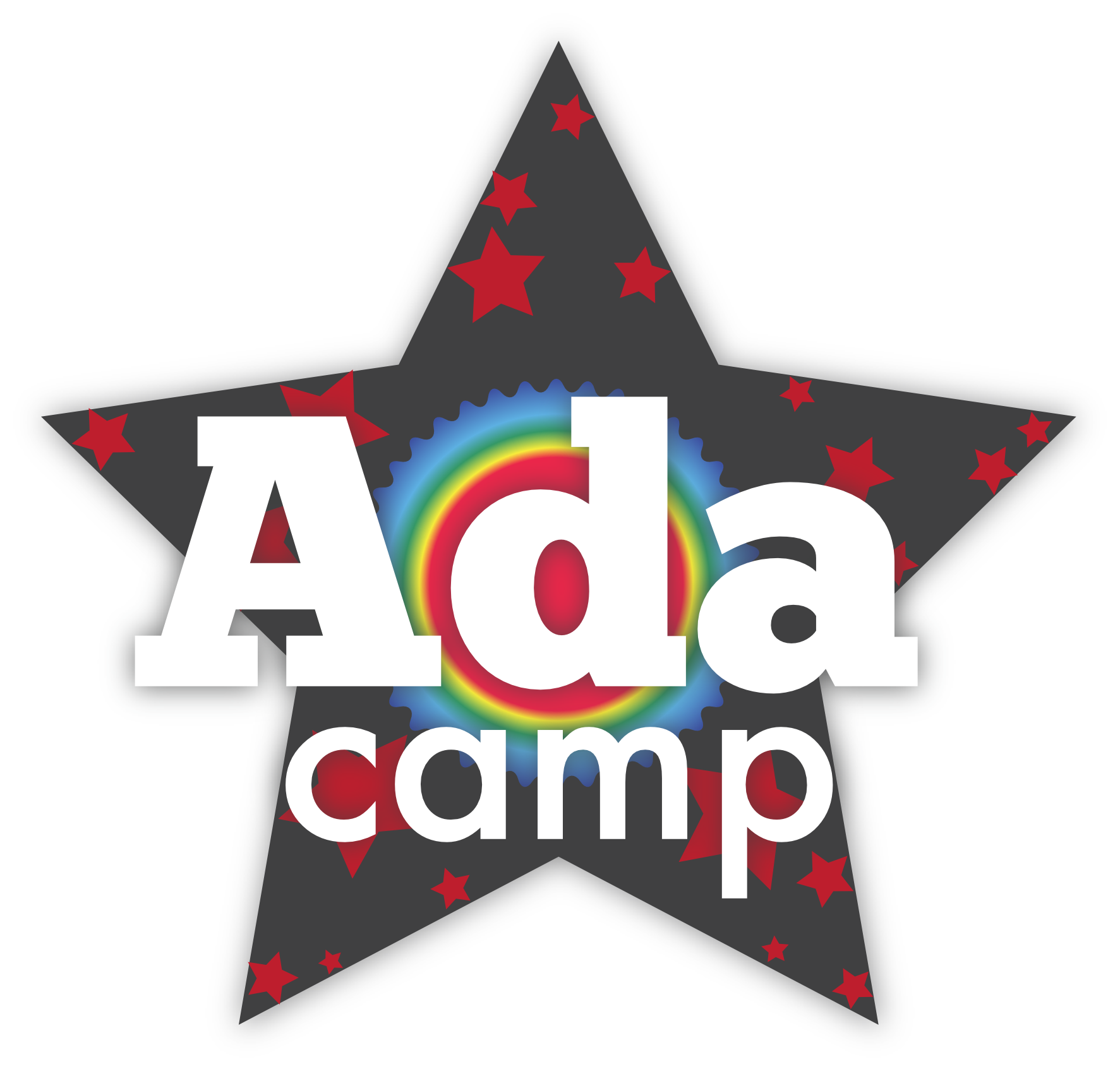
Logo de AdaCamp, la desconferencia de mujeres en materia abierta

En colaboración con miembros de LinuxChix, Geek Feminism y otros grupos, la Ada Initiative desarrolló políticas contra el acoso para conferencias. También trabajó con los organizadores de conferencias de código abierto para adoptar, crear y comunicar políticas para hacer que las conferencias sean más seguras y más atractivas para todos los asistentes, particularmente las mujeres. Conferencias como las Cumbres de desarrolladores de Ubuntu y todos los eventos de la Fundación Linux, incluida LinuxCon, han adoptado políticas basadas en el trabajo de la Ada Initiative.
Desarrolló un marco de políticas para la creación de una beca Women in Open Source y guías de programación para proyectos y eventos de divulgación. La organización también organizó talleres y capacitaciones. Estos talleres y programas consistieron en talleres de aliados para simpatizantes masculinos e institucionales y programas de la "Semana del primer parche", que fomenta la participación de las mujeres en el software libre y de código abierto (FOSS) a través de tutorías. El marco del taller está disponible gratuitamente aunque la Ada Initiative también ofreció facilitadores para realizar los talleres en persona.
Al alentar la participación de las mujeres en la cultura del código abierto, la Ada Initiative alentó a las mujeres a participar en el código abierto de manera profesional y a tiempo completo, no solo como voluntarias. La organización también investigó los roles y las experiencias de las mujeres en el código abierto, centrándose en actualizar la investigación; la última encuesta realizada sobre el equilibrio de género en el código abierto se completó en 2006 En 2011 se elaboraron una metodología de investigación y una nueva encuesta Se repitió la encuesta en 2013, con la esperanza de proporcionar un recurso estándar para la industria. La encuesta de 2011 invitó a participantes de cualquier género y preguntó sobre temas relacionados con el código abierto y el software libre, hardware, mapeo abierto y otras áreas relacionadas con el código abierto, así como la cultura libre como Creative Commons, activismo en línea, mashup, maker, hacklab y comunidades relacionadas.
La Ada Initiative fue la organizadora de AdaCamp, una no conferencia (desconferencia) "dedicada a aumentar la participación de las mujeres en la tecnología y la cultura abiertas". Se llevaron a cabo siete AdaCamps entre 2012 y 2015.

## Presentación de seguridad de Violet Blue
En febrero de 2013, los organizadores de la conferencia Security B-Sides San Francisco cancelaron la charla de la oradora Violet Blue, sexo +/- drogas: vulnerabilidades conocidos y hazañas. debido a las preocupaciones planteadas por la Ada Initiative de que contenía desencadenantes de violación, así como la consideración de la Ada Initiative del tema como off-topic para una conferencia de seguridad. La abrupta cancelación provocó una intensa discusión en la industria de la seguridad de la información. Desde el evento en B-Sides SF, el organizador principal Ian Fung esbozó su relato de las interacciones entre Blue, Aurora y la Ada Initiative en la portada de B-Sides SF, contradiciendo algunas de las afirmaciones hechas tanto por la Ada Initiative como por Blue.